# Meyerophytum meyeri
Meyerophytum meyeri är en isörtsväxtart som först beskrevs av Schwant., och fick sitt nu gällande namn av Schwart. Meyerophytum meyeri ingår i släktet Meyerophytum och familjen isörtsväxter. Inga underarter finns listade i Catalogue of Life.

## Bildgalleri

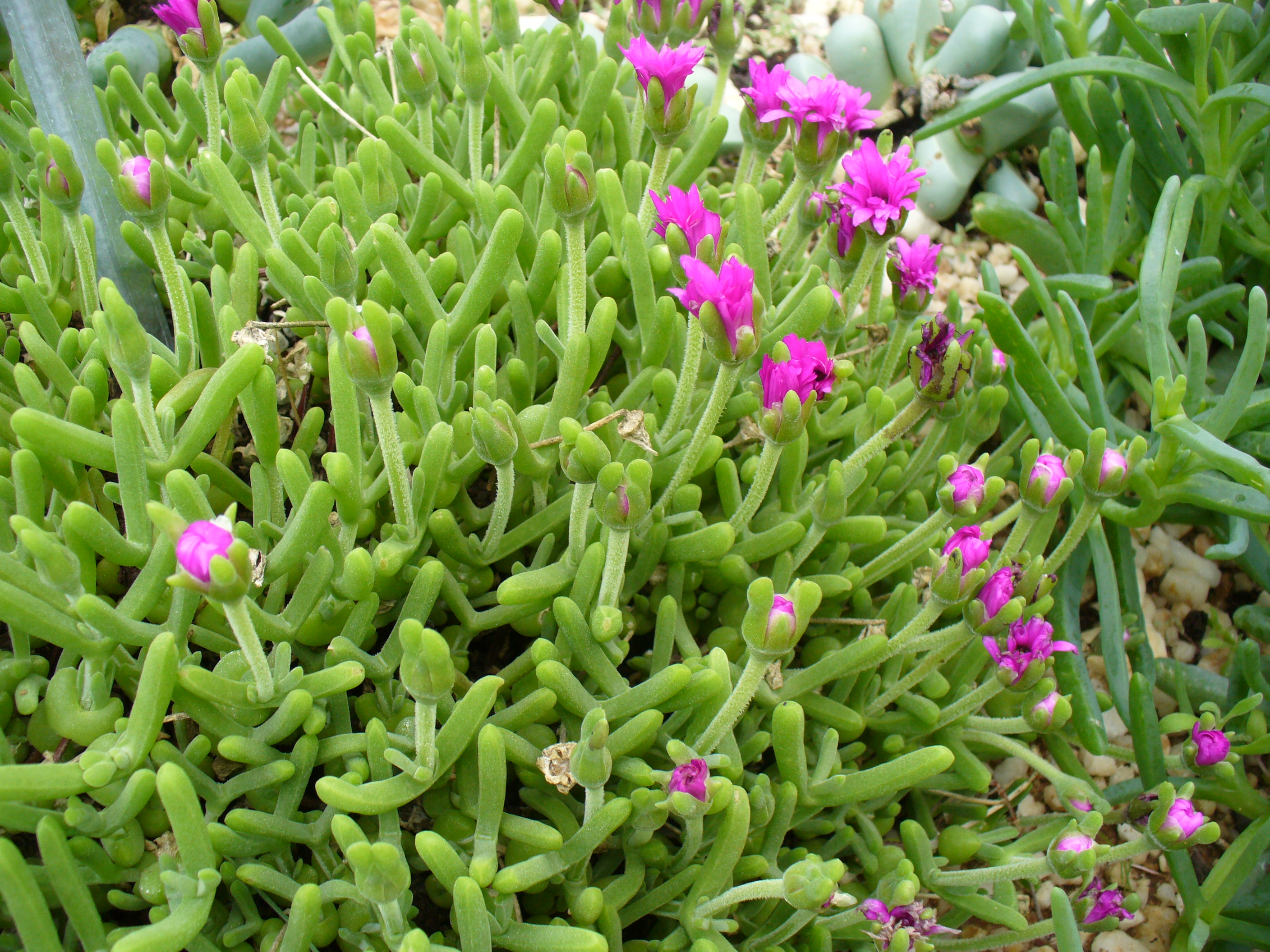
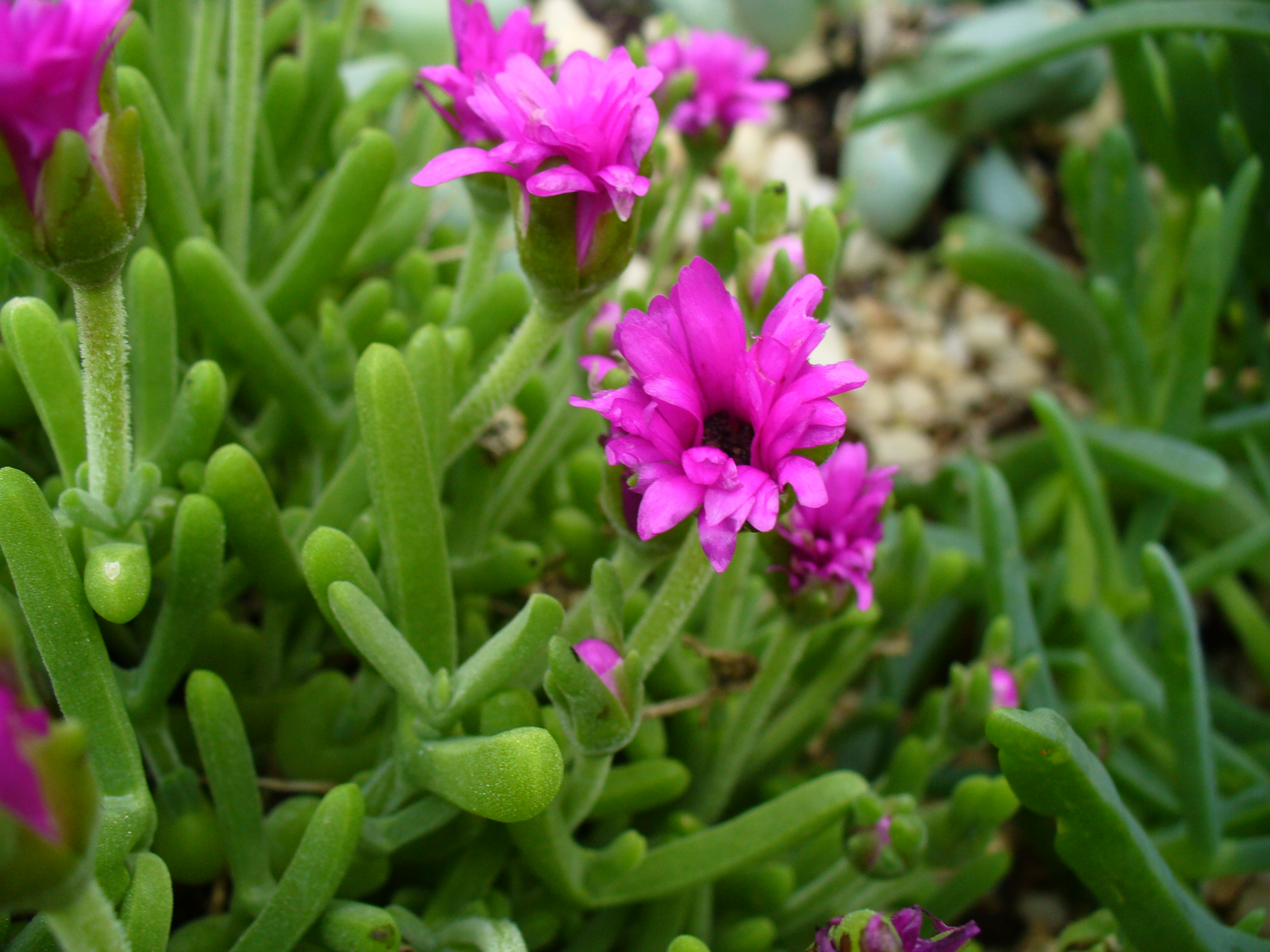